# 陶努斯山麓苏尔茨巴赫
陶努斯山麓苏尔茨巴赫（德語：Sulzbach (Taunus)），简称苏尔茨巴赫（德語：Sulzbach，發音：[ˈzʊltsˌbax] ⓘ），是德国黑森州达姆施塔特行政区美因-陶努斯县的市镇，面积7.85平方千米，2023年12月31日人口为9,340人。